# Chkdsk
CHKDSK (Check Disk) é um comando nos sistemas  Microsoft Windows que verifica a integridade do sistema de arquivos de um disco rígido ou disquete. É similar ao comando fsck no UNIX.  A partir do Windows 2000 e Windows XP, CHKDSK também pode ser utilizado para realizar exames de superfície por "bad sectors" (setores ruins), tarefa antigamente feita pelo Scandisk.  CHKDSK também pode corrigir erros.

## Visão geral
Na família Windows NT, uma verificação com o CHKDSK padrão consiste em três fases de testes de metadados de arquivos. Ele procura erros, mas não os conserta a menos que seja explicitamente ordenado para fazê-lo. O mesmo se aplica à varredura de superfície: este teste, que pode ser extremamente demorado em discos grandes ou de baixo desempenho, não é realizado a menos que seja explicitamente solicitado. O CHKDSK requer acesso de gravação exclusivo ao volume para realizar reparos.
Devido ao requisito de acesso exclusivo e à natureza demorada da operação do CHKDSK, o Windows Vista implementou um novo modelo de saúde de sistema de arquivos no qual o sistema operacional corrige erros nos volumes à medida que os encontra. Caso o problema seja grave e seja necessária uma verificação completa, a Central de Ações notifica o usuário para que o volume seja desconectado na primeira conveniência.
O Windows Vista e o Windows Server 2008 adicionaram a habilidade de autocuração, ativada por padrão, além de fornecer o comando CHKDSK. Ele detecta os erros físicos do sistema de arquivos e os conserta silenciosamente. Assim, muitos problemas anteriormente descobertos na execução do CHKDSK nunca aparecem. É administrado pelo comando fsutil repair.

## Uso

### Sintaxe
CHKDSK [volume[[caminho]nomedearquivo]]] [/F] [/V] [/R] [/X] [/I] [/C] [/L[:tamanho]] [/B]

### Parâmetros
- /F: Corrige erros no disco. O disco deve ser bloqueado. Se chkdsk não puder bloquear a unidade, será exibida uma mensagem perguntando se você deseja verificar a unidade na próxima vez que reiniciar o computador.
- /V: Exibe o nome de todos os arquivos contidos em cada pasta à medida que o disco é verificado.
- /R: Localiza setores defeituosos e recupera informações legíveis. O disco deve ser bloqueado.
- /X: Use esta opção somente com o NTFS. Ela força primeiro a desmontagem do volume, se necessário. Todos os identificadores abertos para a unidade serão invalidados. A opção /x também inclui a funcionalidade da opção /f.
- /I: Use esta opção somente com o NTFS. Efetua uma verificação menos rígida das entradas de índice, reduzindo o tempo necessário para a execução de chkdsk.
- /C: Use esta opção somente com o NTFS. Ela ignora a verificação de ciclos dentro da estrutura de pastas, reduzindo o tempo necessário para a execução de chkdsk.
- /P: Comando verificará o estado da mídia do disco. Citação da Microsoft diz "Executa uma verificação exaustiva, mesmo que o disco não esteja marcado para que o chkdsk seja executado. Esse parâmetro não faz qualquer alteração para a unidade" - (Traduzido do Original em Inglês - pelo google tradutor).[6][7]
- /L: [:tamanho] Use esta opção somente com o NTFS. Ela utilizará o tamanho digitado por você em vez do tamanho do arquivo de log. Se você omitir o parâmetro de tamanho, /l exibirá o tamanho atual.
- /?: Exibe informações de ajuda no prompt de comando.